# Ủy ban Nhân quyền Quốc gia Hàn Quốc

Logo của Ủy ban Nhân quyền Quốc gia (Hàn Quốc)

Ủy ban Nhân quyền Quốc gia (Tiếng Anh National Human Rights Commission of Korea (Viết tắt NHRCK) (Hangul: 국가인권위원회; Hanja: 國家人權委員會) là cơ quan độc lập đảm nhiệm việc bảo vệ, giúp đỡ và thúc đẩy nhân quyền. Ủy ban này theo luật định, được đảm bảo vị thế độc lập về các vấn đề nhân quyền ở Hàn Quốc. Để đảm bảo vị thế độc lập này, nó được pháp luật tách ra khỏi các nhánh lập pháp, hành pháp, tư pháp và tuyển cử của chính phủ Hàn Quốc.
Ủy ban này được thành lập vào ngày 25 tháng 11 năm 2001 theo Đạo luật về Ủy ban Nhân quyền Quốc gia. Theo một cam kết bầu cử của Tổng thống khi đó là Kim Dae-Jung (người từng đoạt giải Nobel hòa bình năm 2000), ủy ban này hoạt động theo các Nguyên tắc liên quan đến tình trạng và chức năng của các tổ chức nhân quyền quốc gia để bảo vệ và thúc đẩy quyền con người (Nguyên tắc Paris) được Đại hội đồng Liên Hợp Quốc thông qua năm 1993.